# Cissy van Bennekom
Francisca Wilhelmina 'Cissy' van Bennekom (Haarlem, 19 juli 1911 – Amsterdam, 1 maart 2005) was een Nederlands actrice, die in de jaren dertig in een reeks populaire Nederlandse films speelde.

## Biografie

### Carrière

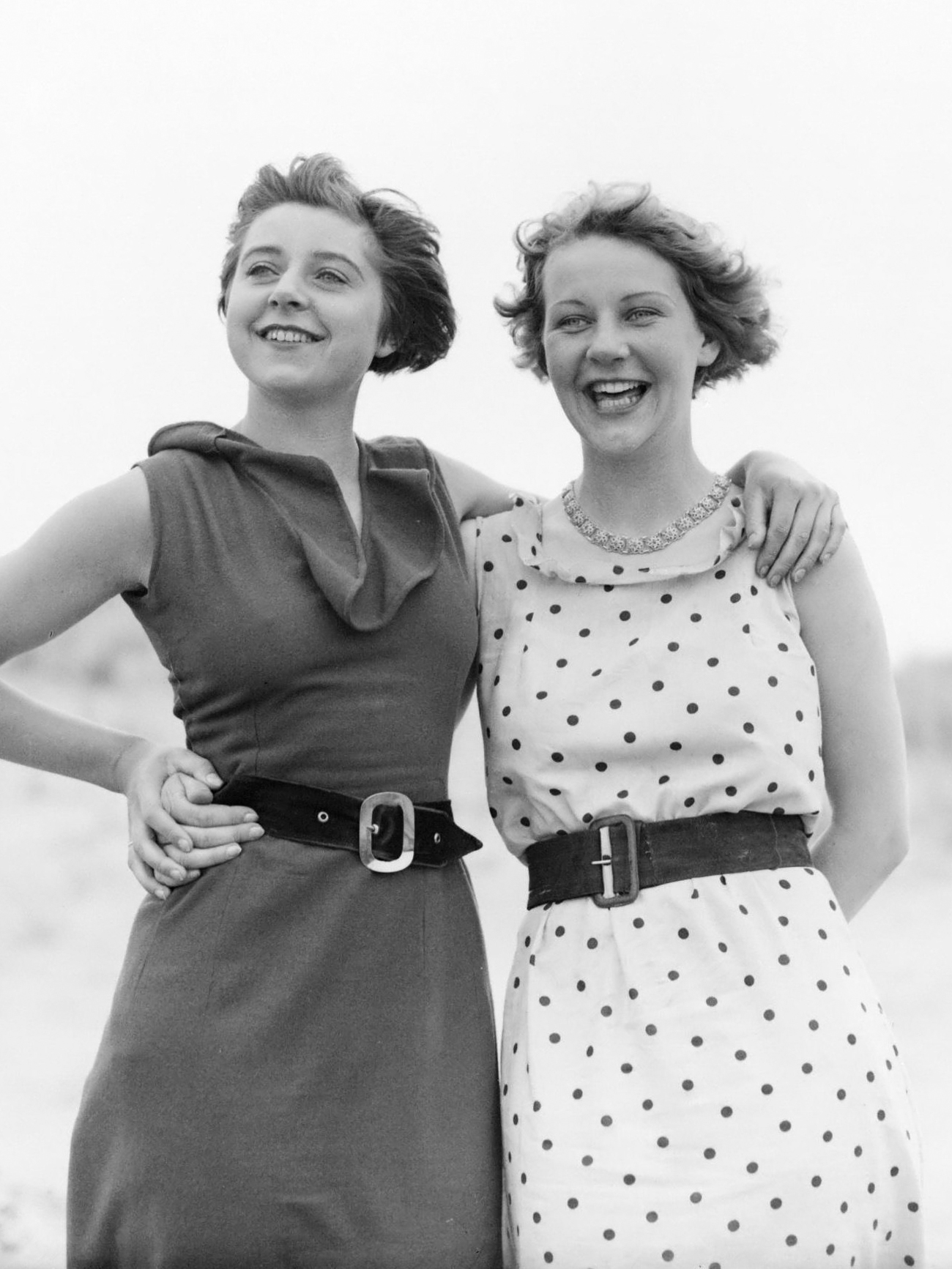
Cissy van Bennekom (l.) en model Eva Waldschmidt (1932)

Van Bennekom begon haar carrière aan het einde van de jaren '20 als lintenverkoopster in de Bijenkorf te Amsterdam. In 1928 kwam ze, op 17-jarige leeftijd, via Hans Tiemeyer, een vriend, bij het toneel terecht. Bij het Nieuwe Nederlandsch Toneel debuteerde ze als elfje in Shakespeares  Midzomernachtsdroom. Na enkele andere toneelrollen, voornamelijk die van dienstmeisjes en verpleegsters, speelde ze in 1934 in haar eerste film, De Jantjes.
Hierop volgden rollen in nog acht films. Hoewel ze voornamelijk bijrollen kreeg, groeide Van Bennekom in de jaren 30 uit tot een bekende Nederlandse filmster. Ze had de naam 'een lastig mens' te zijn, omdat ze zich niets aantrok van de regisseurs, met wie ze naar eigen zeggen 'zware strijd [moest] voeren teneinde de potsierlijke, in gebrekkig Nederlands gestelde tekst te mogen veranderen en de juiste klemtonen te kunnen leggen'. Ook over haar collega's was ze niet te spreken. Ze noemde hen 'laf en kadavergehoorzaam' en sprak enkel positief over de acteurs Adolphe Engers en Chris Baay. Bovendien klaagde ze over het zelf moeten regelen van kostuums voor filmopnamen en over werkdagen van soms 24 uur voor 15 gulden.
Uit haar eigen oeuvre was Van Bennekom enkel te spreken over de films De Jantjes, Op hoop van zegen (1934) en De spooktrein (1939). Voor de films De vier Mullers (1935) en 't Was één april (1936) moest Van Bennekom naar Berlijn en Wenen reizen. Ze noemde deze ervaring 'een gruwel, een voorwerp van ontzetting, een spotrede voor een mens van goede smaak'. Aan De vier Mullers werd ze gedwongen mee te werken, omdat ze aan haar contract was gebonden. Dit deed ze met grote tegenzin: toen ze het script las, barstte ze in tranen uit. De actrice vertelde dat ze tijdens het opnemen van Op een avond in mei (1936) bijna haar contract verscheurde, omdat haar door één regel tekst in het script werd opgedragen haar haar te blonderen. Daarnaast werd ze naar eigen zeggen slecht behandeld door de regisseur van die film, Jaap Speyer, en moest ze 'weer zo lang onder die vuile rottige koolspitsen staan voor een close-up, dat je haar begon te schroeien'.
Na de Tweede Wereldoorlog trok Van Bennekom zich in 1948 terug uit de publiciteit, afgezien van een korte medewerking aan het cabaret van Wim Sonneveld (deze sketch noemde ze in een interview in 1959 de prettigste ervaring uit haar carrière) en een bijdrage aan de eerste experimentele televisieopnames van Philips. Ze kreeg één aanbod uit Amerika voor een rol in een toneelstuk in Kansas City, maar ze sloeg dit af om bij haar toen 4-jarige dochter te blijven.
In 1959 zou Van Bennekom als gast optreden in het filmprogramma De oude draaidoos van Simon van Collem, waarvoor ze afreisde van Parijs naar Amsterdam, maar ze trok zich terug na onenigheid met de gastheer, de regisseur Joes Odufré en het hoofd van de VPRO Jack Dixon. Ze werd vervangen door Cora Canne Meijer.

### Privé

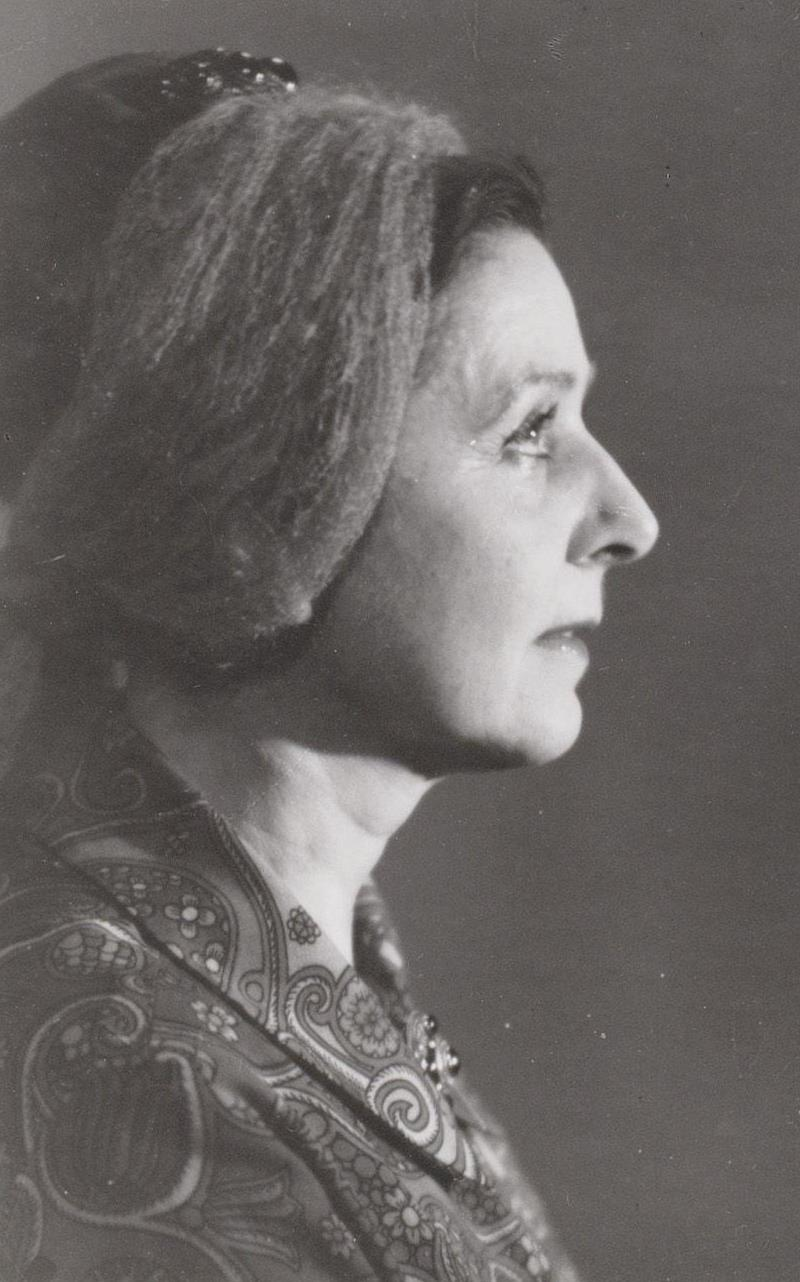
Van Bennekom
(foto Atelier Merkelbach, 1967)

Van Bennekom werd op 28 april 1938 veroordeeld tot 1 gulden boete vanwege mishandeling van een man. Ze sloeg de man in zijn gezicht nadat hij haar vanuit de tram op de Rozengracht was gevolgd en 'brutaaltje' tegen haar had gezegd. Aanvankelijk werd de actrice veroordeeld tot 5 gulden geldboete, maar Van Bennekom ging hiertegen in hoger beroep en beweerde uit noodweer te handelen. Het beroep op noodweer werd afgewezen maar de procureur-generaal verlaagde de straf omdat het volgens hem 'zeer ernstig' is als een getrouwde vrouw 'brutaaltje' wordt genoemd. In september dat jaar werd haar ook deze straf kwijtgescholden. De rechtszaak kreeg destijds veel media-aandacht.
Op 25 maart 1936 trouwde Van Bennekom met geluidstechnicus C.J. Wilde in Den Haag. Uit dit huwelijk kwam een dochter voort. In 1948 verhuisde ze naar Parijs met haar tweede echtgenoot, die daar voor een groot Nederlands bedrijf werkte. Hier werd ze beeldhouwster.
Na de dood van haar man keerde Van Bennekom terug naar Amsterdam, waar ze zich vestigde in de Jordaan. Haar overlijden in 2005 op 93-jarige leeftijd kreeg enige aandacht van de Nederlandse pers.

## Filmografie
- Gemeinsame Normdatei: 106241294X
- RKD-Nederlands Instituut voor Kunstgeschiedenis: 131607
- Virtual International Authority File: 312620624